# Veillantif
Veillantif, Veillantin o Bride d'Or (en italiano Vegliantino, Vegliantin o Brigliadoro) es el rápido, fiel e inteligente caballo de guerra del paladín Roldán según varios cantares de gesta.
Se menciona por primera vez en el Cantar de Roldán obra francesa del siglo XI, y luego reaparece en varias obras italianas: La Spagna, Orlando, Morgante, el Cantari di Rinaldo, el Aspramont, el Orlando innamorato y el Orlando furioso. Los diversos textos que mencionan a este caballo quieren que esté originalmente en posesión del sarraceno Aumont. Conquistado por Roldán, Veillantif, símbolo de la virilidad e iniciación caballeresca de su maestro, se convierte en su fiel compañero de batalla y muere con él en la batalla de Roncesvalles, muerto por los sarracenos. Inicialmente poco enfatizado, adquiere más importancia con la aprobación de los textos.
Un folklore importante se asocia al «caballo de Roldán» sin especificar su nombre, particularmente en los Pirineos donde, según la leyenda, hay muchas huellas de sus cascos. Estas marcas que habría dejado por todas partes en su camino, y que a veces eran veneradas, son mencionadas principalmente por los folcloristas del siglo XIX.

## Etimología y terminología
El nombre «Veillantif» o «Veillantin» se toma de la antigua palabra francesa veillant, que a su vez deriva de vigilantem, que significa «atento» y «vigilante», y por lo tanto se refiere a la primera cualidad del animal. Una antigua versión del Cantar de Roldán en rima, probablemente fechada alrededor de 1.150, llama a este animal Vieulantin, Vieulletin o Vieullentin.
El nombre italiano «Vegliantino», una traducción del anterior, se usaba originalmente en las novelas de este idioma (Orlando, Morgante, Cantari di Rinaldo), el de «Valentino» en La Spagna, pero Matteo Maria Boiardo rebautizó al caballo «Brigliadoro» en su Orlando innamorato. El mismo nombre se utiliza en el Orlando furioso de Ludovico Ariosto, conocido como el Ariosto. Un fragmento de la canción en alemán menciona al caballo como «Velentih».

## Literatura
Veillantif siendo la montura de «Roldán el paladín» según los cantares de gesta, probablemente tiene poco que ver con la montura del personaje histórico que inspiró el Cantar de Roldán. La batalla de Roncesvalles, donde Roldán y su caballo fueron asesinados, tuvo lugar, pero el ejército del que Roldán formaba parte había devastado previamente la ciudad aliada de Pamplona, decepcionado al encontrar las puertas de Zaragoza cerradas. Por lo tanto, fueron los vascones, y no los sarracenos, quienes diezmaron la retaguardia del ejército de Carlomagno el 15 de agosto del 778 para vengar el ataque a Pamplona, ya que el ejército estaba subiendo dolorosamente por un profundo valle, lo que significa que el caballo Veillantif es más una cuestión de leyenda que de historia.
En la mayoría de las epopeyas medievales, el caballo se comercia entre sarracenos y cristianos, y el vencedor tiene derecho a recuperar la montura del vencido, un tema que se encuentra abundantemente en relación con el caballo de Roldán. Del mismo modo, el amor del caballero por sus armas, su caballo y los demás caballeros —la mujer es muy retraída— es un tema frecuente en los textos medievales más antiguos, en particular en el Cantar de Roldán, que es anterior a la época de la literatura cortesana.

### Cantar de Roldán

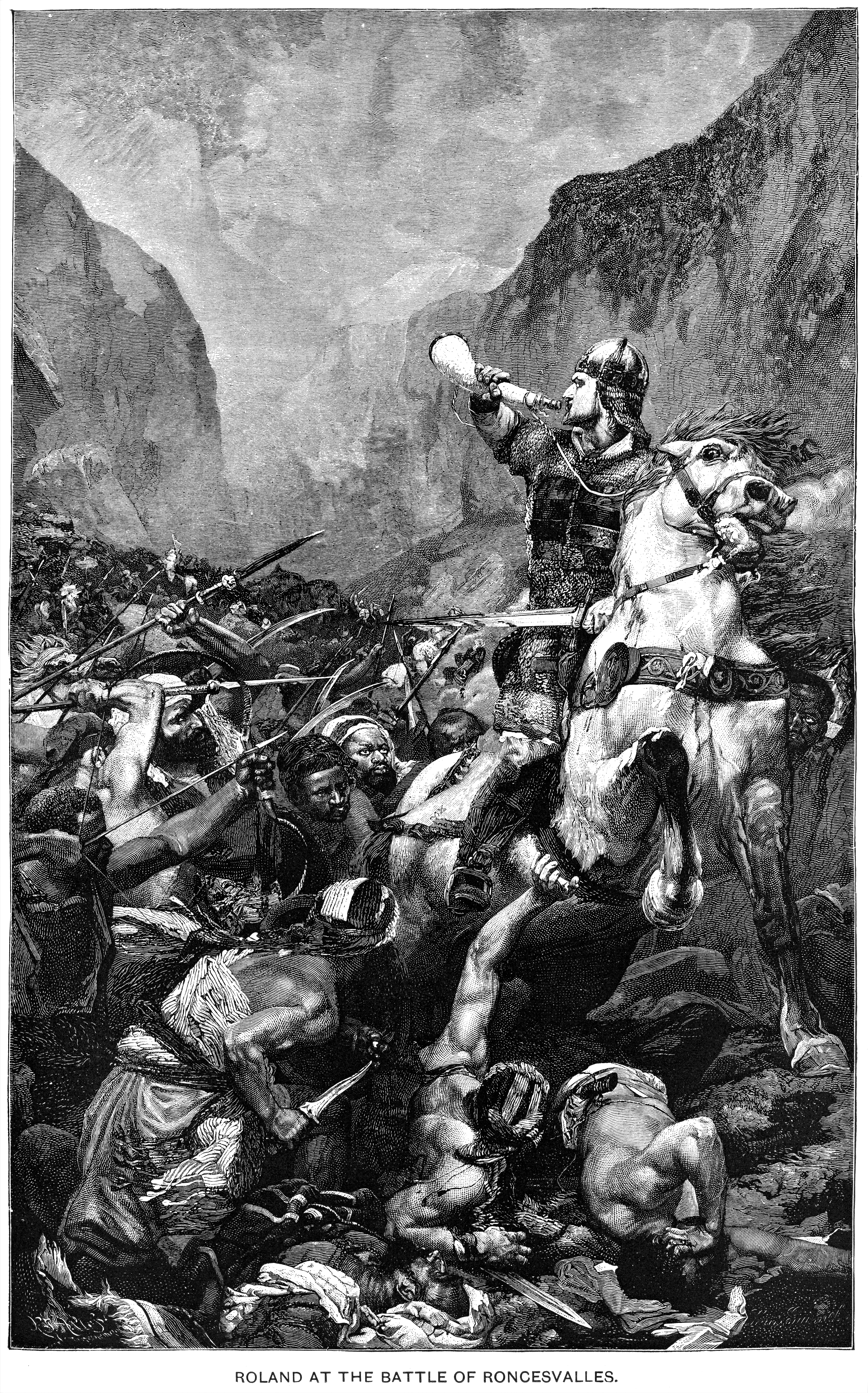
Roldán, montado sobre Veillantif, sopla por medio de su olifante contra los sarracenos durante la Batalla de Roncesvalles, según una ilustración alemana de 1885.

Veillantif proviene originalmente del Cantar de Roldán, fechado a finales del siglo XI y del que existen varias versiones manuscritas. El caballo, aunque nombrado, es relativamente discreto y mucho menos prominente que la espada Durandarte, tanto en la narración como en la construcción de las frases: Veillantif es casi siempre el complemento de un objeto pero nunca el sujeto gramatical de una frase. Además, únicamente aparece cinco veces en el cantar, mientras que la espada de Durandarte se menciona diecisiete veces. Se trata de una herramienta prescindible más que del fiel amigo del caballero —Roldán puede luchar a pie—, su color ni siquiera está indicado. El medievalista Dominique Barthélemy describe el texto como un cantar a la espada por el dominio simbólico de esta arma y la lanza en el caballo. Los primeros textos medievales generalmente dan poco valor al caballo, y no fue hasta alrededor del siglo XIII que las monturas jugaron un papel más importante. Veillantif es aquí un «doble metonímico del caballero», está calificado como un «buen caballo de carrera», cuando se le menciona por primera vez, lleva una silla con estribos de oro fino, como especifica el pasaje donde Roldán se encuentra montando sobre el caballo el cadáver de su amado  Oliveros muerto en Roncesvalles. Luego le dirige unas palabras conmovedoras, y se desmaya al sucumbir al dolor.

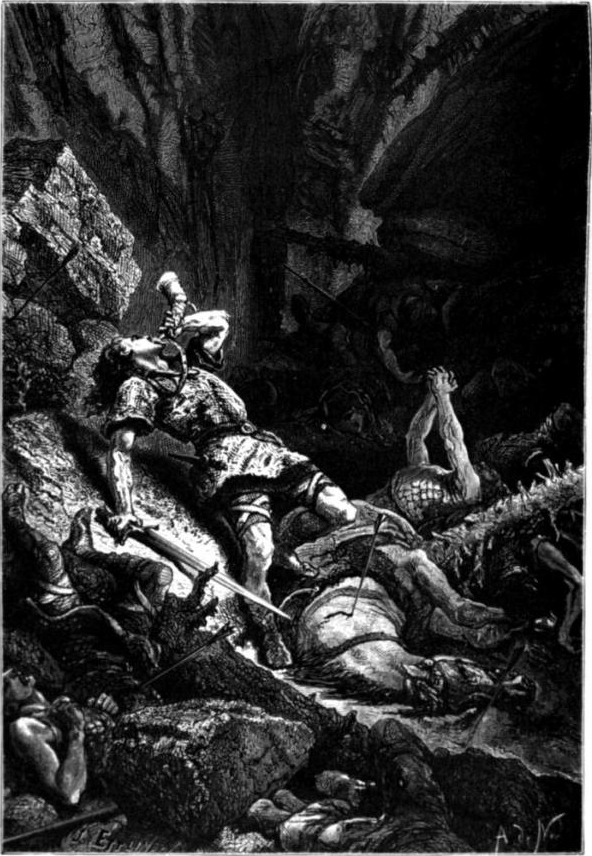
Veillantif murió bajo Roldán, asesinado por los sarracenos. Ilustración de Alphonse de Neuville, The History of France from the Earliest Times to the Year 1789, publicado en 1883.

Según Robèrt Lafont, el descubrimiento del cuerpo de Oliveros por Roldán, que estaba desmayado en su caballo en ese momento, contribuyó a ralentizar la acción. Roldán, Turpin y Gautier defendieron entonces la línea de cresta contra cientos de sarracenos, y Roldán permaneció solo en el campo de batalla después de la muerte de toda la retaguardia. Hizo sonar su olifante para advertir a Carlomagno, y luego sufrió docenas de ataques. Veillantif recibió una treintena de heridas y se desplomó bajo él, muerto.
Michel Zink comenta que la muerte de Veillantif no trae una lágrima o incluso un comentario a Roldán, el narrador simplemente señala que el caballero debe ahora perseguir a los sarracenos a pie: Roldán no tiene ningún pensamiento para su caballo —al que le da valor práctico, y ningún valor emocional—, ni para su esposa. En cambio, se encarga de multiplicar los intentos para que su espada no caiga en manos del enemigo. La muerte de Veillantif, sin embargo, disminuye a Roldán, y lo deja solo frente a su propia muerte que se aproxima.
Según Éric Baratay, el escaso valor del caballo en la literatura hasta el siglo XIII se debe probablemente a la censura de la Iglesia católica, que hizo que el caballo pareciera un animal diabólico para luchar contra la supervivencia de las tradiciones paganas sacrificando al animal.

### Aspremont

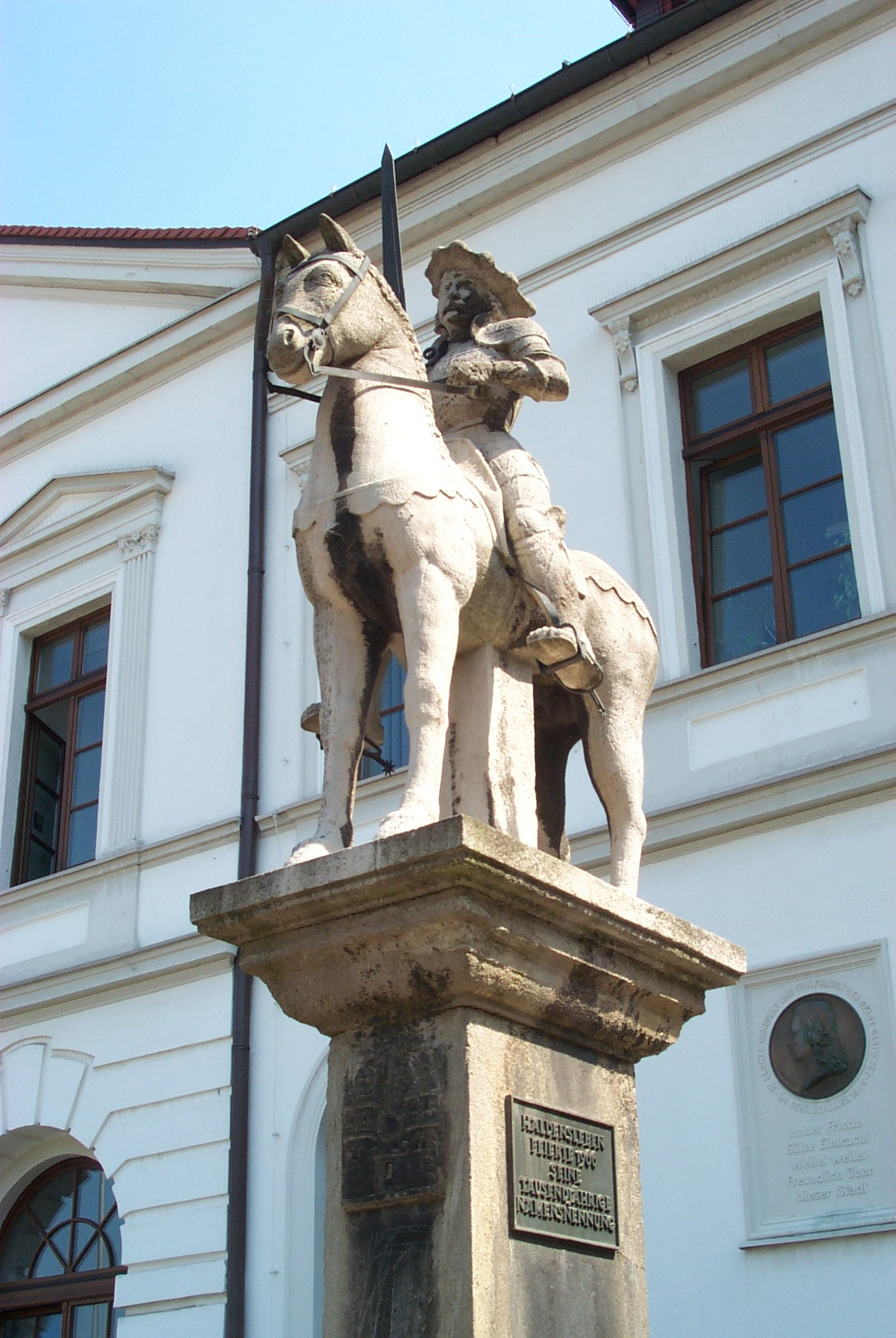
Veillantif montado por Roldán. Monumento en Haldensleben (Alemania).

El Cantar de Roldán, la fuente más antigua cronológicamente hablando, no menciona el origen de Veillantif. En el siglo XIV, el anónimo cantar de gesta de Aspremont, en cambio, se centra enteramente en la conquista de los atributos de Roldán, que son la espada Durandarte, el olifante y el caballo Veillantif.
En esta cantar, Roldán, que todavía es un adolescente, será nombrado caballero de Carlomagno, rey de los Francos. Llega montado en una mula, ya que el caballo está reservado para los caballeros. Originalmente llamado «Briadoro» por los paganos, Veillantif es propiedad de Aumont, uno de los tres sarracenos más poderosos. Este último amenaza al rey Carlomagno, pero Roldán acude en su ayuda matando a Aumont con un golpe de su bastón, y en consecuencia recupera las armas y la montura del vencido, que Carlomagno le atribuye públicamente. El caballo es entonces renombrado por los cristianos como «Vegliantino». Ahora en posesión de un caballo y armas, Roldán está decepcionado de montar únicamente una mula y pide ser nombrado caballero, de lo contrario ya no servirá a Carlomagno. El rey de los Francos accede a su petición y puede montar a Veillantif.

### La Spagna
El poema La Spagna, del cual hay varias versiones que datan del siglo XIV, se influye en el Cantar de Roldán, del cual retoma la trama principal, pero se centra en las guerras de Carlomagno en España. En La Spagna en verso (XXVII, 19-22), Roldán va solo a luchar en Lucerna, llega delante de la ciudad y cruza a nado un río hasta Vegliantin para atacar a los sarracenos que han salido de las murallas. En la prosa de La Spagna, Veillantif, aquí llamado «Valentino», adopta un extraño comportamiento cuando siente venir la muerte de su amo: se niega tres veces a ser montado y pone sus pies delanteros sobre los hombros de Roldán.

### Morgante

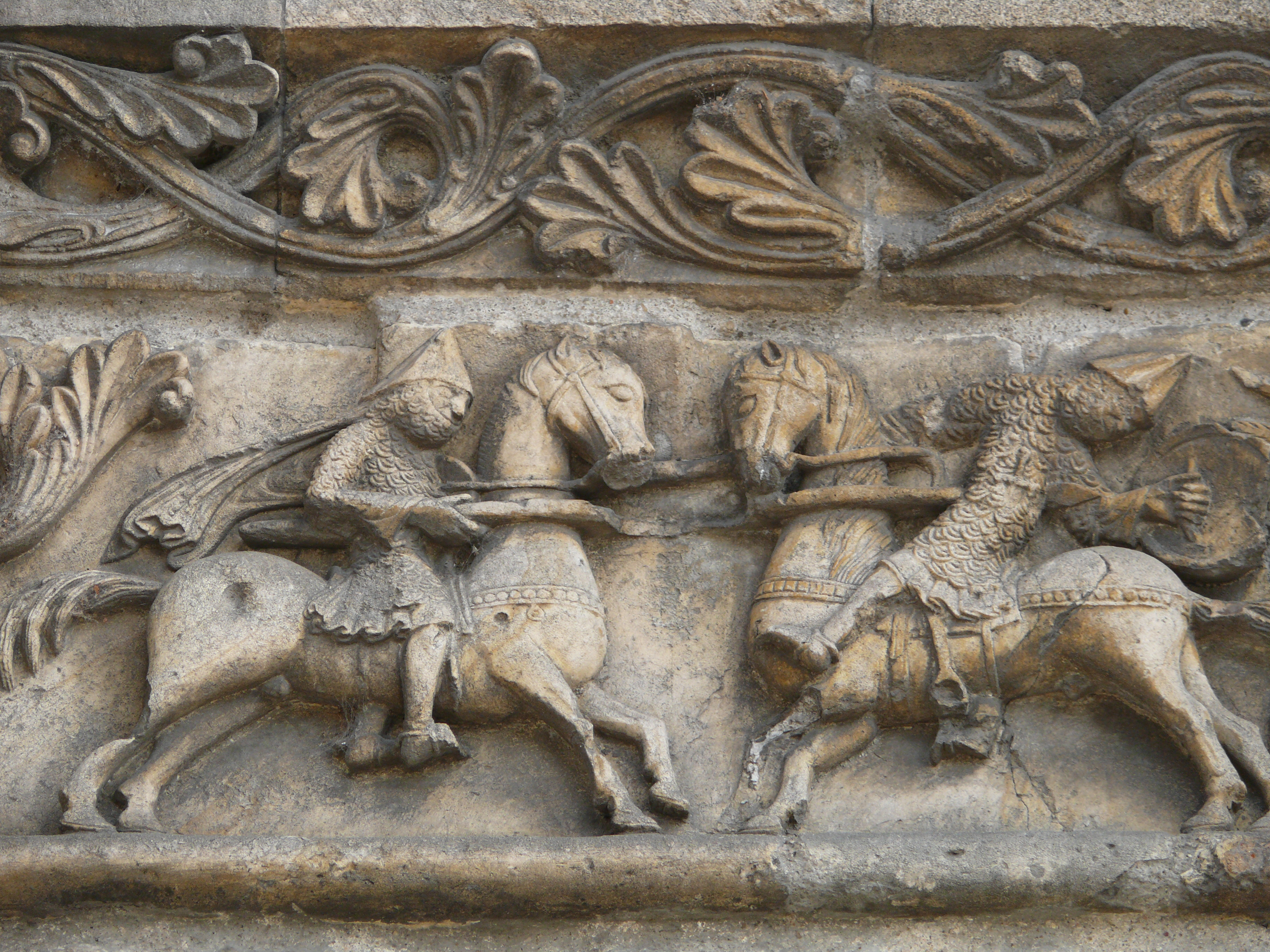
Justa équestre con Roldán sobre su caballo, representado en la catedral de San Pedro de Angulema.

Morgante es la obra más famosa de Luigi Pulci, esta novela heroica-cómica publicada en 1483 utiliza los personajes y la trama del Cantar de Roldán, incluyendo el caballo Veillantif bajo el nombre de «Vegliantin». Morgante, La Spagna o Li Fatti di Spagna y los Cantari di Rinaldo presentan varias peleas de caballeros de Roldán montado sobre Veillantif que se desarrollan siempre de la misma manera: el caballo gira, se aleja para ganar impulso, gira por segunda vez y luego corre hacia el oponente. Esta maniobra ejecutada por Veillantif impresionó a los sarracenos en Morgante. Al final de la novela, cuando Roldán, exhausto después de la batalla de Roncesvalles, llega a una fuente para hacer beber a su caballo «Vegliantin», apenas pone un pie en el suelo cuando el animal exhala. Roldán se dirige a él en varios términos.
La gente que se acercó al sonido del olifante de Roldán se conmovió mucho y el caballo abrió los ojos, asintiendo con la cabeza que perdonaba a Roldán. El paladín, a su vez, muere junto a su corcel después de confesarse con un ángel.

### Orlando innamorato

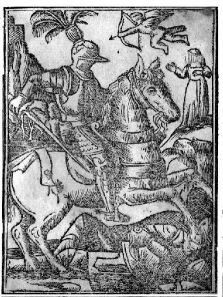
Orlando innamorato con su caballo, pintado por un artista anónimo (1495).

Escrito en verso, el Orlando innamorato de Matteo Maria Boiardo, describe caballos capaces de hazañas impresionantes, con el autor detallando con gran detalle las aventuras y hazañas de estos animales en un momento en que la supremacía de la caballería pesada estaba llegando a su fin: revive el antiguo mito de la caballería medieval. Veillantif, aquí llamado «Brigliadoro», está íntimamente ligado a su jinete Roldán a través de varias expresiones, pero también superado por el caballo Bayard, la montura de Renaud de Montauban, tanto en términos de destreza en el combate —Bayard es capaz de saltar siete pies de altura durante la justa contra Agricane, mientras que Brigliadoro casi se derrumbó en el choque—, la de la velocidad —Bayard lleva a Renaud más rápido a Carlomagno que Brigliadoro a Roldán—, el propio Roldán, habiendo tomado posesión de los dos caballos por un tiempo, prefirió montar a Bayard en lugar de a Brigliadoro. Esta peculiaridad parece deberse, según la académica Denise Alexandre-Gras, al hecho de que Roldán tiene una espada excepcional, Durandarte, mientras que la espada de Renaud, Fusberta, no vale mucho. Renaud poseería así el mejor caballo para compensar el hecho de no tener la mejor espada.

### Orlando furioso

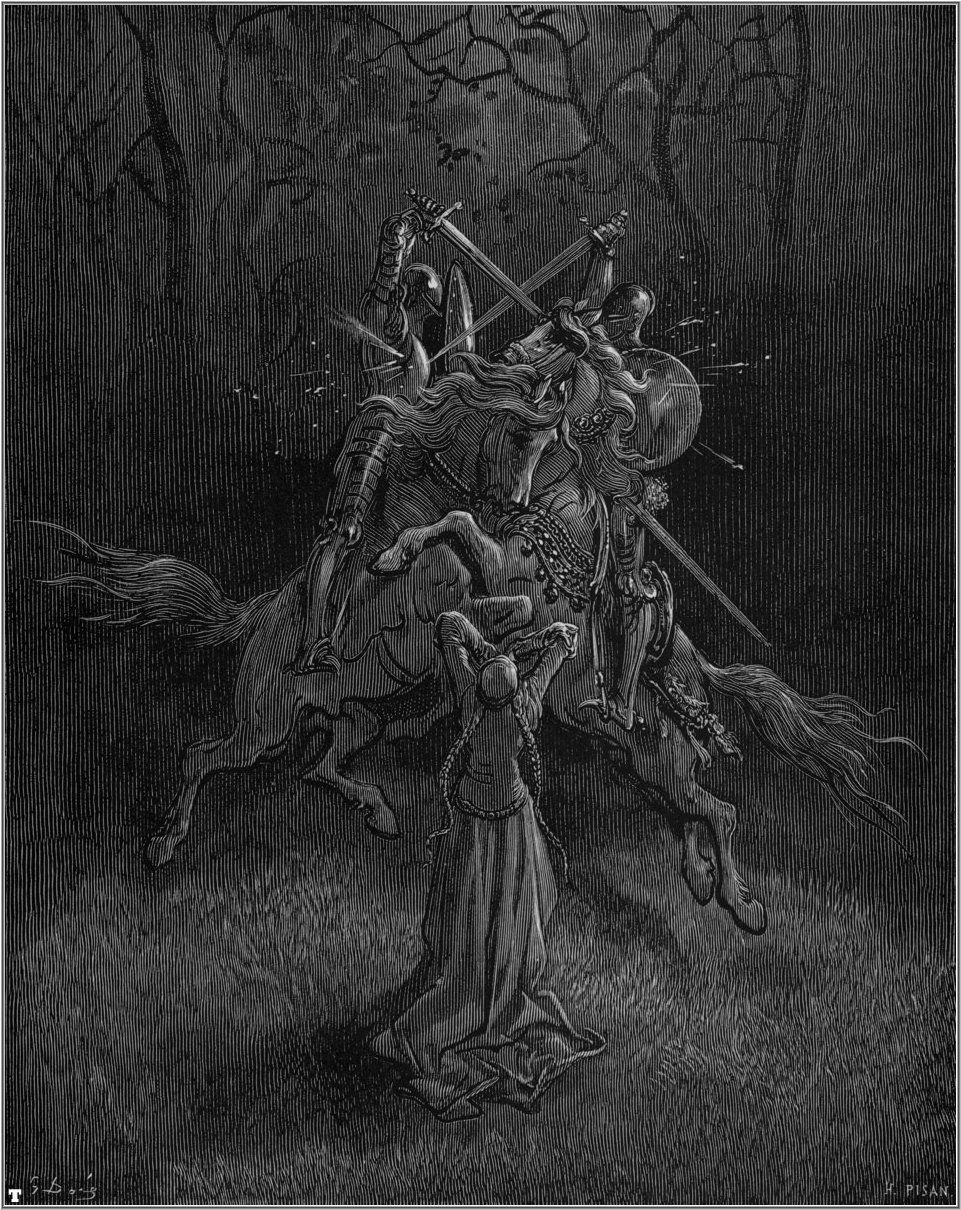
Ilustración de un combate de caballeros por Gustave Doré para una edición de Orlando furioso.

Orlando furioso, un cuento de Ariosto escrito hacia finales del siglo XV o principios del XVI, es una continuación del ciclo carolingio y retoma la tradición iniciada por los Orlando innamorato, en particular a través del nombre de «Brigliadoro» «caballo con la brida de oro», traducido por Bride d'Or en francés.

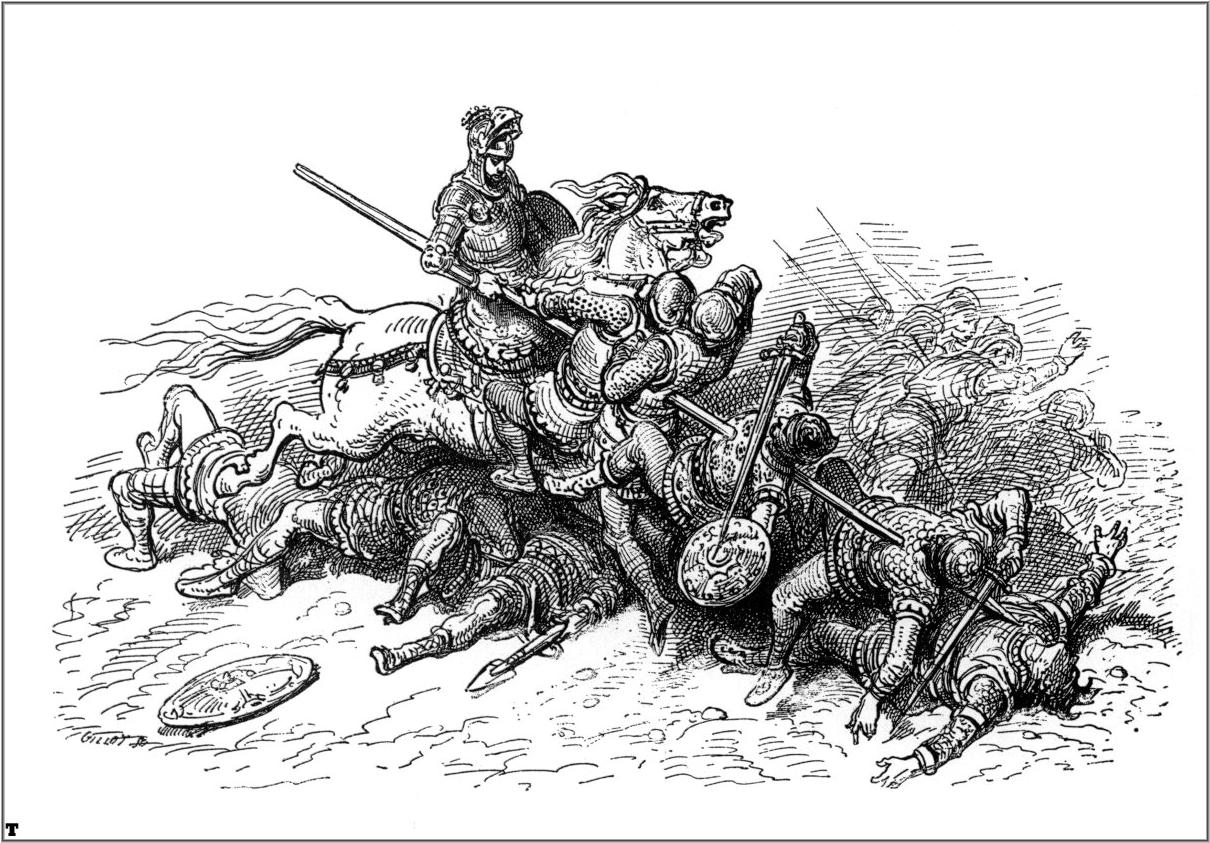
Ilustración de un caballero de Carlomagno por Gustave Doré para una edición de Orlando furioso.

Visto como el «notable caballo de carga» de Roldán, con una velocidad prodigiosa, no tiene igual excepto por el caballo Bayard. Sin embargo, cuando aterrizó en Holanda, «montado en un corcel gris y negro, alimentado en Flandes y nacido en Dinamarca», Roldán dejó el Brigliadoro en Bretaña. Mucho más tarde, cuando Roldán, en su furia, abandonó su caballo y sus armas, Brigliadoro fue capturado por el sarraceno Mandricardo quien, derrotado por Roger, fue entonces despojado de ellas. El caballo es devuelto al rey Agramant, quien lo usa para luchar contra el rey africano Brandimarto, y luego muere.

### Después de la Edad Media
El personaje de Roldán, y por consiguiente su caballo, ha inspirado a otros autores. En Le Petit Roi de Galice, un poema de la colección La Légende des siècles, Victor Hugo no nombra al corcel de Roldán, pero le atribuye un vestido blanco y la habilidad de hablar. En el décimo poema de La Légende des paladins, Joseph Autran menciona a Veillantif como la montura de Roldán.
Mucho más recientemente, Veillantif también aparece en una serie de sellos temáticos de Sierra Leona, dedicados a los caballos de las mitologías.

## Folclore
Según la leyenda, el «caballo» de Roldán o la yegua de Roland —sin ser nombrado de forma precisa— dejó la huella de su paso —y sus cascos—, especialmente en los Pirineos. Estas marcas son mencionadas principalmente por los folcloristas de finales del siglo XIX.
Este folclore vinculado a Veillantif presenta muchos paralelos con el de Bayard, un monte también mencionado en los cantares de gesta, que habría dejado el mismo tipo de huellas de sus pasos, principalmente en el macizo de las Ardenas.

### Pirineos

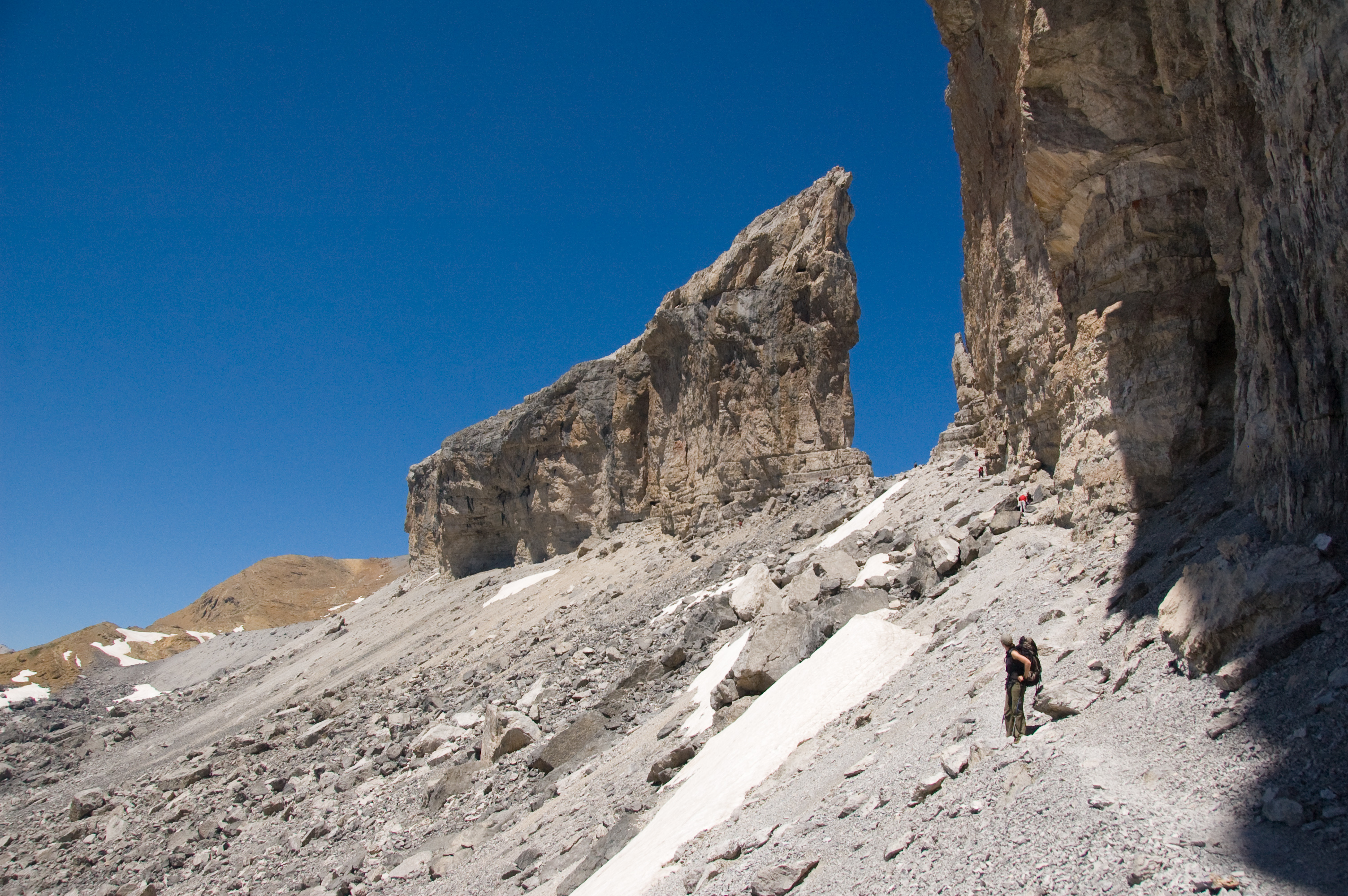
Brecha de Rolando

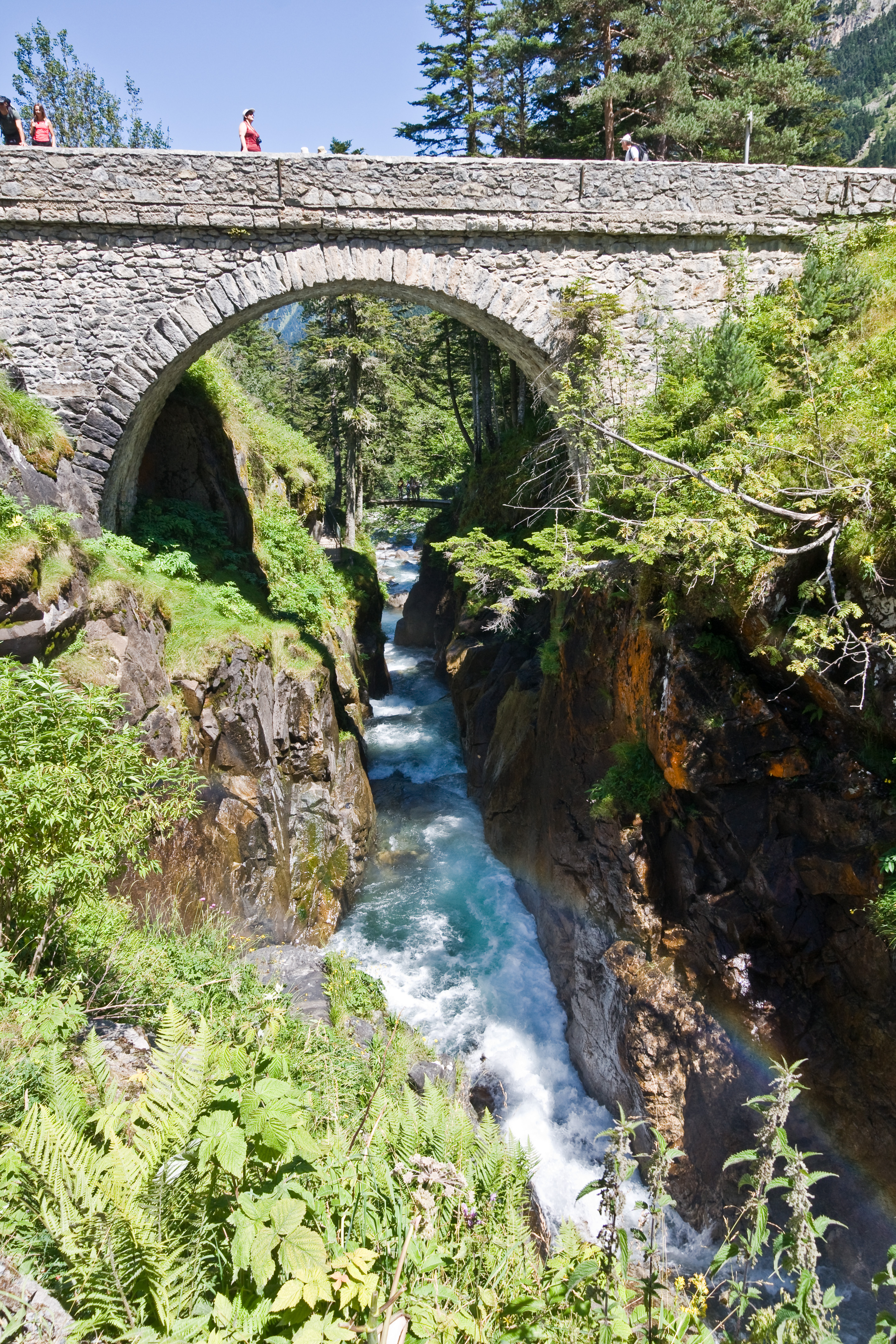
Le pont d'Espagne, en la ciudad de Cauterets, donde se supone que el caballo Roldán debe aparecer cada año.

En el caos de Coumély, entre Gèdre y Gavarnie (Altos Pirineos), los guías del siglo XIX mostraban a los turistas la huella que los cascos del caballo de Roldán que habían dejado en una roca durante un salto gigantesco desde la Brecha de Rolando. Entre Les Ilhes y Lastours (Aude) están las huellas de las pezuñas —así como las de la espada y la mano del jinete—.
En las leyendas catalanas, el caballo de Roldán es gigantesco y tiene un solo ojo. Es tan grande que se metió con sus fosas nasales en un abrevadero en una roca cerca de Arles-sur-Tech (Pirineos Orientales) para beber: es el Abeurador del Cavall de Rotllà —el abrevadero del caballo de Roldán—. Cerca de Céret (Pirineos Orientales), los habitantes llamaron a las ferraduras del cavall de Rotllà —las herraduras del caballo de Roland— gigantescas depresiones en las laderas de las montañas.
En el Col de la Bataille, entre los valles del río Têt y del río Agly, en la carretera de Estagel a Millas (Pirineos Orientales), se encontraba la Pedra Liarga, un menhir con una figura ahuecada que, según la tradición, era la huella del casco del caballo de Roldán. También en Cataluña, los rastros del caballo de Roldán eran a veces venerados. Paul Sébillot informa que los rastros de la «yegua» de Roldán fueron respetuosamente besados en una roca sagrada en la colina de Ultrera cerca de Sorède.
En el sur, en el Alto Aragón, el Pas de Roldán consiste en dos picos distantes sobre los que este caballo había saltado de una sola vez, grabando sus cascos en la roca. Según una versión de la leyenda, el caballo murió en la caída y Roldán continuó a pie, perseguido por los sarracenos.
En el País Vasco, se decía que cada año el caballo de Roldán aparecía en el Pont d'Espagne, y hacía tales ruidos de relinchos que los gigantes mairu se refugiaban en sus cuevas.

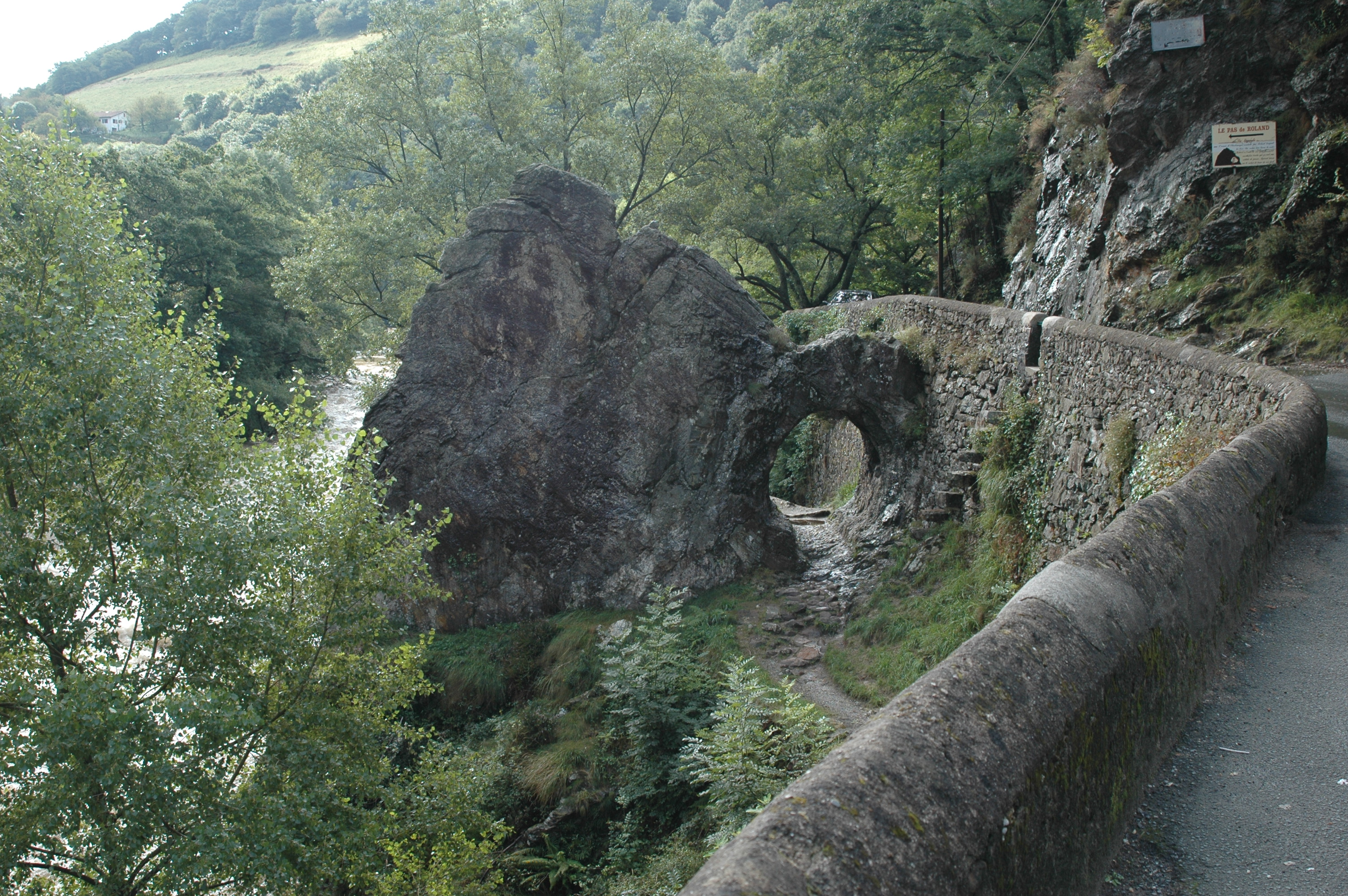
El Paso de Roldán en Itxassou.

Mientras que algunas de estas leyendas han desaparecido entre los siglos XIX y XXI, otras han hecho su aparición. El Paso de Roldán es un agujero en las rocas en las orillas del río Nive , cerca de Itxassou. Su nombre y la leyenda asociada a él son relativamente recientes. A finales del siglo XIX, la brecha de Itxassou fue llamada simplemente mauvais pas en francés y atekagaitz en vasco. Luego se dijo que Roldán había hecho el agujero en la roca al golpearla con un pie. La leyenda ha ido derivando a que fue el caballo de Roldán con una coz, el que hizo un agujero en la roca, para ayudar a su amo a escapar de los vascones.

### Fuera de los Pirineos

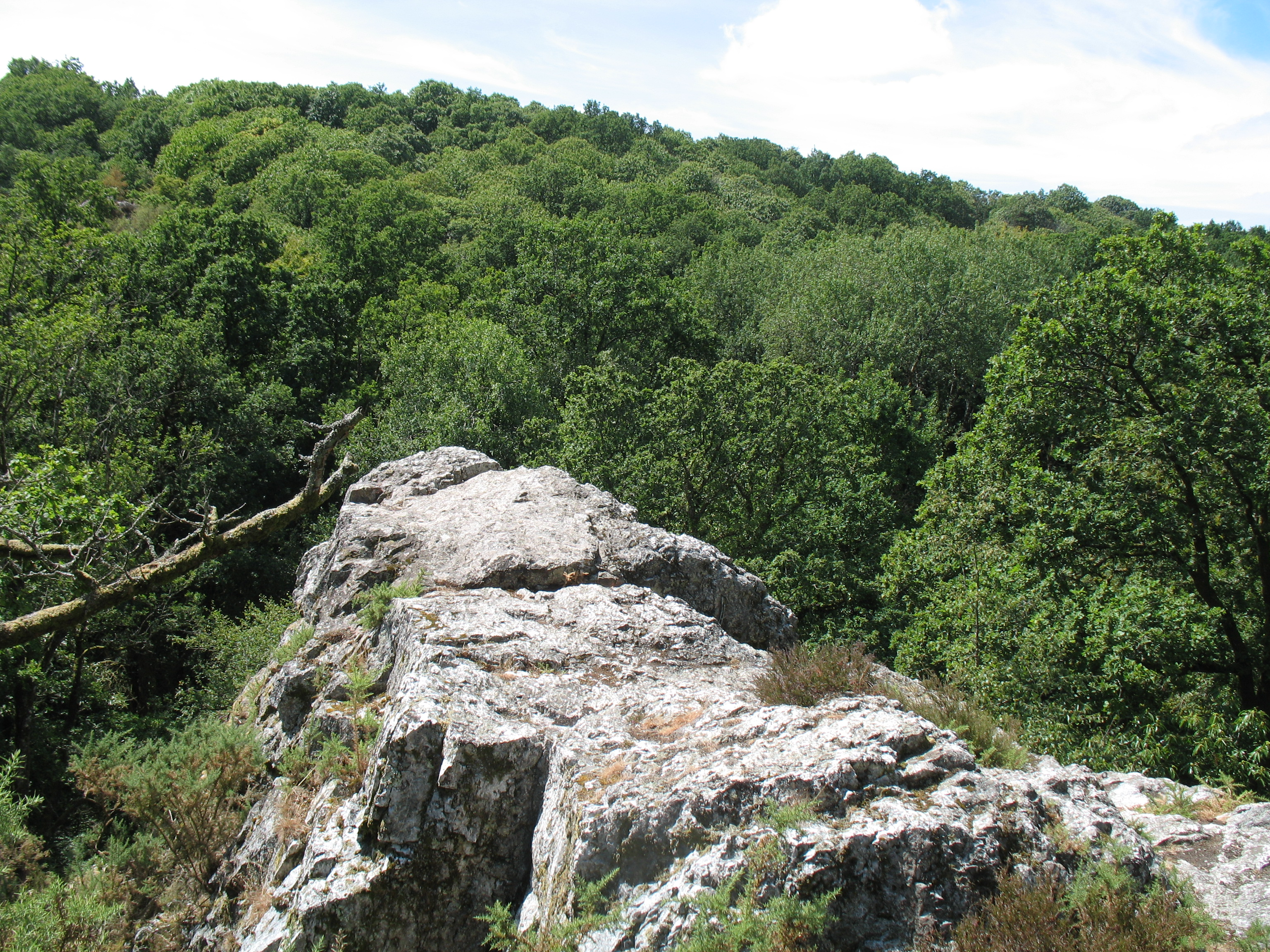
Las rocas de Saut-Roland en Dompierre-du-Chemin.

Hacia 1850, cerca de la aldea de Champ-Dolent, comuna de Mézilles (Yonne), todavía se veía una enorme piedra plana, sobre la cual una coz del corcel había trazado un surco de más de cincuenta centímetros de ancho. El Saut de Roland es una roca escarpada en Maine-et-Loire, donde se podían ver las marcas de herradura del caballo de Roland cuando saltó sobre el río Èvre, afluente del Loira.
Cerca de Dompierre-du-Chemin y de Luitré (Ille-et-Vilaine), Saut-Roland sigue siendo el nombre de un grupo de rocas desde las que el legendario jinete atravesó el valle excavado por el arroyo Saint-Blaise, dejando las huellas de su caballo. En el departamento del norte, en Mons-en-Pévèle, una antigua cantera romana excava un curioso anfiteatro. Este lugar se llama el Parolan o Pas-Roland: según la leyenda, sería el inmenso rastro del casco del corcel de Roldán que, levantando este enorme terrón de tierra en su paseo, lo envió treinta kilómetros más lejos, cerca de Tournai en Bélgica, donde forma el monte Saint-Aubert.

## Simbolismo
Étienne Souriau nos recuerda que en todas las historias heroicas, los caballos son los compañeros constantes de los héroes y son lo suficientemente importantes como para tener una personalidad, un personaje bien definido, así como su propio nombre, como Bayard y Veillantif. Franck Évrard señala que las epopeyas homéricas, los cantares de gesta y las novelas de caballería reconcilian los valores caballerescos y religiosos y han contribuido a forjar una imagen simbólica del caballo y a darla a conocer. El autor lo ve como un «símbolo de virilidad e iniciación caballeresca», añadiendo que el caballo está a menudo vinculado a una dinámica vertical y ascendente como en el mito de Pegaso, dinámica que se encuentra en la historia heroica. Además, como se destaca en varias novelas, el jinete desposeído de su caballo es un ser disminuido.